# Sciolze
Sciolze (Siosse en piamontés) es una localidad italiana de 1.466 habitantes de la provincia de Turín.

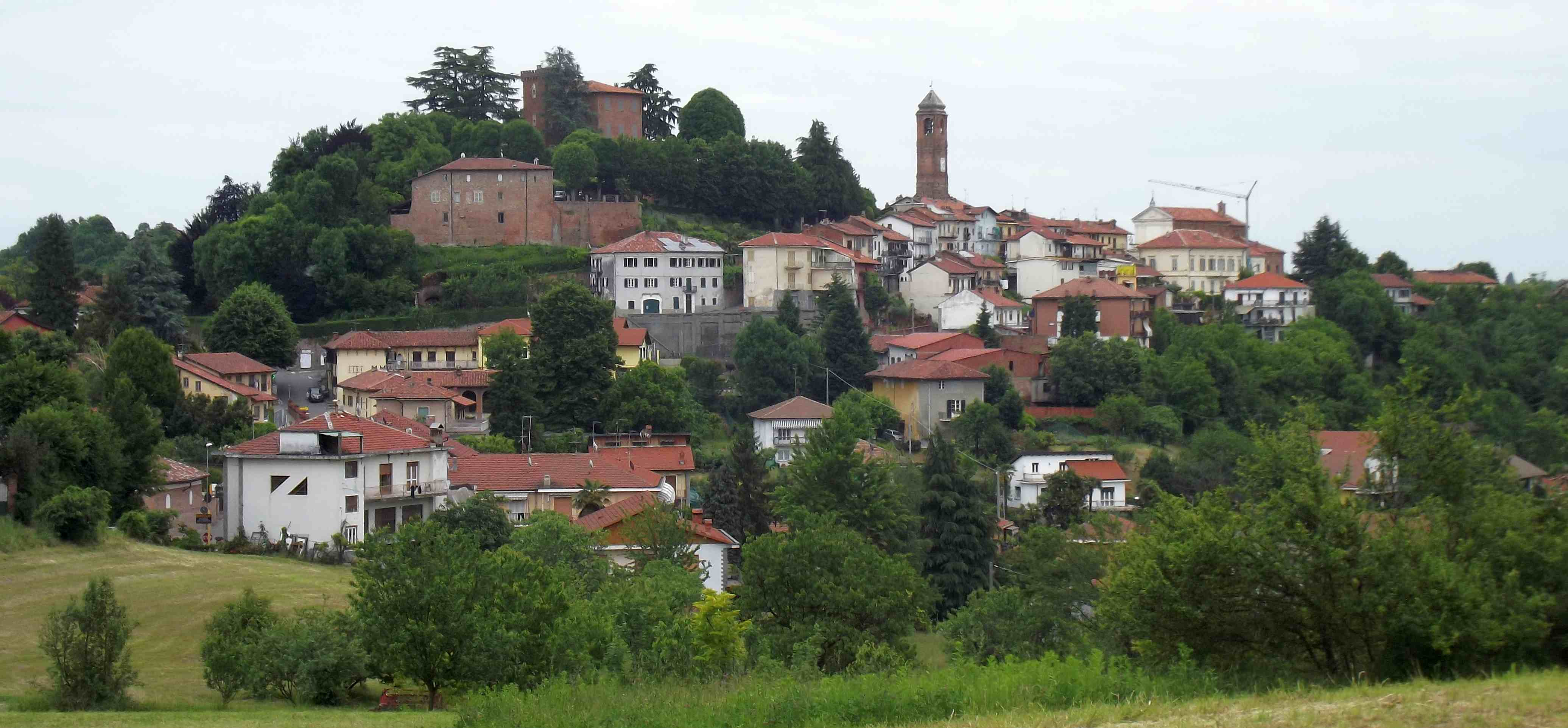
Panorama

## Evolución demográfica
| Gráfica de evolución demográfica de Sciolze entre 1861 y 2001 |
|                                                               |
| Fuente ISTAT - elaboración gráfica de Wikipedia               |

- Datos: Q10301
- Multimedia: Sciolze / Q10301

1. ↑  Worldpostalcodes.org, código postal n.º 10090.
2. ↑  «Codici Catastali». Comuni-italiani.it (en italiano). Consultado el 29 de abril de 2017.